# Broos Schnetz
Ambrosius Jacobus Frederik (Broos) Schnetz (Maartensdijk, 11 augustus 1951) is een Nederlands zakenman en politicus, die in september 2007 vier dagen interim-directeur was van FC Utrecht.

## Carrière
Schnetz was samen met Henk Westbroek in 1997 de oprichter van de lokale partij Leefbaar Utrecht, waarvan hij acht jaar voorzitter was. Hij was medeverantwoordelijk voor de succesvolle gemeenteraadsverkiezingscampagnes in 1998 en 2000. In oktober 2005 trad hij af. Tevens was hij medeoprichter van Leefbaar Nederland.
Vervolgens was hij werkzaam in de directie van verschillende horecabedrijven, waaronder Stairway to Heaven. Vanaf 2006 was hij financieel directeur van KX Media B.V.
Op 3 september 2007 maakte de Raad van Commissarissen van FC Utrecht bekend dat Broos Schnetz als interim-directeur was aangesteld. Hij volgde Jan Willem van Dop op, die werd ontslagen vanwege onder meer een vermeend financieel wanbeleid en gebrekkige communicatie. Schnetz, die tot dan toe in de race was voor het burgemeesterschap van de gemeente Utrecht, trok zich terug als kandidaat. Vier dagen later echter maakte de rechter in een kort geding het ontslag van Van Dop ongedaan, waardoor Schnetz bij FC Utrecht weer "buitenspel" stond.
In juli 2012 werd Schnetz bestuursvoorzitter van de Stichting Straatnieuws Utrecht.

## Persoonlijk
Schnetz is in 1980 getrouwd en heeft twee zonen.